# プレミアリーグ
プレミアリーグ（英: Premier League、正式名称：The Football Association Premier League Limited）は、イングランドのプロサッカー1部リーグ。20チームによって争われ、下位3クラブはEFLチャンピオンシップに降格する。イングリッシュ・プレミアリーグ（English Premier League、EPL）としても知られている。
イングランドではサッカーの国内リーグは1888年に開始されており、プレミアリーグが創設されたのは1992年である。
スペインのラ・リーガ、イタリアのセリエA、ドイツのブンデスリーガ、フランスのリーグ・アンとともに、ヨーロッパ5大リーグの一つである。

## 概要
世界中で、延べ12億人以上に視聴されている世界で最も人気が高いプロサッカーリーグであり、世界で最もテレビ中継の視聴者が多いスポーツリーグである。
プレミアリーグは人気、経済規模が共に年々成長しており、欧州主要リーグの中でも圧倒的な売上高を誇り、2009-10シーズンの売上高は24億7900万ユーロであり、2位のブンデスリーガを大きく引き離している。
それ故にテレビ放映権も巨額であり、2016年から2019年の3年間で95億ユーロ（約1.3兆円）の契約を結んでいる。放映権料の半分は各クラブに均等に分配され、25%は放映試合数、残り25%は順位に応じて分配される。 海外放送分については均等に分配される。2014-15シーズンには1位チェルシーには1億2400万ユーロ（約153億円）、最下位のQPRでさえも7900万ユーロ（約105億円）の収益を手にした。また、2022-23シーズンには1位のマンチェスター・シティには1億8400万ユーロ （約287億円）、 最下位のサウサンプトンでさえも1億1400万ユーロ（約177億円）を手にしている。
圧倒的な経済規模の高さと莫大な放映権料を武器に、移籍市場においては有力選手の獲得が活発に行われており、上位チームと下位チームとの戦力格差が小さく、また肉弾戦を好む国民性のためか、他リーグと比べるとタックルなどに寛容である。2000年代には、マンチェスター・ユナイテッド、チェルシー、アーセナル、リヴァプールの4クラブが毎年優勝争いを繰り広げていることから「ビッグ4」と呼ばれていたが、2010年代に入ると、それらのチームにトッテナム・ホットスパーとマンチェスター・シティを加えた6クラブが「ビッグ6」と呼ばれるようになっている。
イングランドのリーグだが、英国籍の選手の率は決して高くはなく、2013-14シーズン開幕戦の英国籍のスタメン率は34%と過去最低となった。一時期のアーセナルなどではスタメン全員が外国籍選手だけということもあった。リーグ全体の多国籍化が進んだ結果、近年は出場機会を求めて英国籍の選手が他国リーグへ流出するケースが増加している。
プレミアリーグ創設から、優勝経験があるのは、アーセナル、ブラックバーン・ローヴァーズ、チェルシー、マンチェスター・ユナイテッド、マンチェスター・シティ、レスター・シティ、リヴァプールの7クラブのみ。最多優勝回数はマンチェスター・ユナイテッドの13回で、フットボールリーグ時代の7度の優勝と合わせての20回は、イングランドのトップリーグでの最多優勝回数である。
優勝チームは翌シーズン、袖に刺繍されている獅子のロゴが金色になる（通常は紺色）。

## 歴史

### 前史
1980年代、イングランドサッカー界は低迷していた。スタジアムは古く傷んでおり、観客は古びた設備で観戦することを強いられた。また、同時代にはフーリガンを代表する暴力行為も広がりを見せていた。1985年という年はイングランドサッカー界にとって厄年で、5月11日ブラッドフォードシティサッカー場火災で56人が焼死、バーミンガムシティサッカー場崩落で1人死亡、5月29日、UEFAチャンピオンズカップ決勝リヴァプール対ユヴェントス戦で、サポーターが暴徒化し39人の死者が出る事件が発生。イングランドのクラブはUEFAが主催する大会への出場を禁じられた（無期限、後に5年間。当事者のリヴァプールは7年間に変更される）。これを最後に一旦BBCとITVによるサッカー中継が休止された。
プレミアリーグ移行前であったフットボールリーグのディビジョン1（プレミアリーグが新設されるまでの1部リーグ）は収益・観客数などでセリエA、プリメーラ・ディビシオンに大きく遅れを取っていた。しかし、1990年を境にこの下降傾向が減速し始めた。1990 FIFAワールドカップではイングランド代表がベスト4に進出（準決勝で敗退、3位決定戦で敗れ4位）。UEFA主催大会への出場禁止措置も解かれ、イングランドサッカー界に再興の兆しが見え始めた。
1980年代後半頃から、テレビマネーも重要になっていた。フットボールリーグは1986年に2年で630万ポンドで契約していたが、これがBBCとITVとの間で結ばれたカルテルであることが発覚、また放映権料の分配もリーグの全92チームに均等に行われていたため、特に強豪で人気のあったビッグ5といわれたチームから不満の声が上がりリーグからの離脱が噂され始めた。1988年1月、FA創立100周年の年、FAはビッグ5の経営者を集め、当時創立予定であった衛星放送BSB（現：Sky Sports）に放送権を移し、BBCとITV間のカルテル打破と放映権料の増収を図らせた。まだ衛星も打ち上げられていない放送局との契約は不安視されたが、92クラブ中91チームが契約の方向でまとまりかけた。このとき従来放映権を握ってきたITVは、ビッグ5に秘密裏に高額な放映権料を提示したが、わずか5チームだけではリーグを構成できないため、ビッグ5は他のクラブを密かに誘いはじめた。1989年4月15日ヒルズボロ・スタジアムでの観客将棋倒し事故で96人が死亡したことを受けて、当時のマーガレット・サッチャー首相はサッカー通の裁判官・ピーター・テイラーに劣悪な環境のサッカー場の改修を指示。その後立見席が全廃された。
1990年11月、ビッグ5の各経営者がロンドンで秘密裏に夕食会をもち、リーグからの離脱を決定、FAに報告したところ、リーグから猛反発を招き、1991年6月13日高等法院での審判により、FAにリーグの運営権があることが確認された。テレビ放映はITVが入札でSkyに敗れ撤退した。

### プレミアリーグの設立
1992年2月20日、フットボールリーグのディビジョン1（1部リーグ）に所属していたクラブ全てが離脱し、FAプレミアリーグを設立。FAプレミアリーグは、テレビ放映権やスポンサーなどの契約を独立して結べるようになった。その後、フットボールリーグとの間で、従来通り3チームずつの昇格・降格を行うことで合意。1992-93シーズン、初めてのFAプレミアリーグが開幕。最初のゴールはシェフィールド・ユナイテッドのブライアン・ディーン（2-1 マンチェスター・ユナイテッド）。その後、1995年にリーグ構成クラブ数を22から20に削減。2006年6月8日、FIFAはヨーロッパ全てのリーグに対し、2007-08シーズン開始前にトップディヴィジョンのクラブ数を18にするよう要求したが、プレミアリーグは削減しない方針を表明している。
2007年2月12日、名称が「FAプレミアリーグ」から「バークレイズ・プレミアリーグ」に変更された。2012-13シーズンからユースリーグのプレミアリザーブリーグとプレミアアカデミーリーグが統合し、U-21プレミアリーグ、U-18プレミアリーグが新設した。FAは2015年6月4日、今後プレミアリーグのスポンサー契約をしない方針を表明。2015-16シーズン終了後にプレミアリーグはバークレイズとの契約を終了し、名称が「プレミアリーグ」に変更された。U-21プレミアリーグは「プレミアリーグ2」に変更し、23歳以下までの出場が可能となった。
| 年        | スポンサー       | 公式リーグ名                                                     |
| --------- | ---------------- | ---------------------------------------------------------------- |
| 1992–1993 | なし             | FAプレミアリーグ（FA Premier League）                            |
| 1993–2001 | カーリング       | FAカーリング・プレミアシップ（FA Carling Premiership）           |
| 2001–2004 | バークレイカード | FAバークレイカード・プレミアシップ（FA Barclaycard Premiership） |
| 2004–2007 | バークレイズ     | FAバークレイズ・プレミアシップ（FA Barclays Premiership）        |
| 2007–2016 | バークレイズ     | バークレイズ・プレミアリーグ（Barclays Premier League）          |
| 2016–     | なし             | プレミアリーグ（Premier League）                                 |

### 1990年代

#### マンチェスター・ユナイテッドの支配
リーグ設立1年目の1992-1993シーズン、アレックス・ファーガソン率いるマンチェスター・ユナイテッドが26年ぶりの1部リーグ優勝を果たすと、翌年にも優勝して連覇を達成した。以降も、ファーガソンが退任する2012-13シーズンまで常に上位を争い続けることになる。特に、1998-99シーズンには、プレミアリーグ、FAカップ、UEFAチャンピオンズリーグ全てで優勝し、イングランド史上初の3冠を達成した。マンチェスターユナイテッドの他には、アーセナルが1997-1998シーズンに、後にリーグの殿堂入りを果たすことになるアラン・シアラーを擁したブラックバーン・ローヴァーズが1994-1995シーズンに、それぞれ1度ずつ優勝を分け合っている。

### 2000年代

#### アーセナルの躍進と無敗優勝
マンチェスター・ユナイテッドの支配に風穴を開けたのが、アーセン・ベンゲル率いるアーセナルである。01-02シーズンにリーグとカップ戦を制してダブルを達成すると、2003-2004シーズン、アンリ、ベルカンプ、キャンベルらを擁して無敗優勝を達成した。この時のアーセナルは、インヴィンシブルズと呼ばれ、この時に達成した49試合無敗の記録は、未だに破られていない。

#### チェルシーの台頭
マンチェスター・ユナイテッドとアーセナルの2強時代を終わらせたのは、ロシア人富豪ロマン・アブラモヴィッチに買収されたチェルシーであった。2003年の夏にチェルシーを買収したアブラモヴィッチは、豊富な資金を生かして次々とスターを獲得する。2003-04シーズンこそアーセナルの後塵を拝し2位に終わるも、2004年の夏にはFCポルトでチャンピオンズリーグ優勝を成し遂げたジョゼ・モウリーニョを招聘し、結果2004-05シーズンは29勝8分1敗で当時の最多勝ち点記録となる勝ち点95を獲得、2位のアーセナルに12ポイント差をつけて50年ぶりのトップリーグ優勝を果たす。チェルシーは翌シーズンも優勝しリーグ連覇を達成、強豪としての地位を固めていく。06-07シーズンではマンチェスター・ユナイテッドがチェルシーの3連覇を阻み、逆に08-09シーズンまでユナイテッドの3連覇を許すことになるが、チェルシーは新たな監督としてカルロ・アンチェロッティを招聘、09-10シーズンにはリーグ戦で103得点を記録する強力な攻撃陣を擁してユナイテッドを下し、3度目のプレミア優勝を果たした。

### 2010年代

#### マンチェスター・シティの勃興
2007年夏、タイ元首相タクシン・シナワットによってマンチェスター・シティは買収されるが、翌年タクシンはオーナー権をアブダビ・ユナイテッド・グループ・フォー・デベロップメント・アンド・インベストメント（ADUG）に売却、同年にロビーニョを獲得するなど、以後はADUGの圧倒的な資金力によって強化が図られることになる。2008-09シーズンこそ10位に終わるものの、ロベルト・マンチーニが途中で就任した2009-10シーズンは5位、2010-11シーズンは3位で初のチャンピオンズリーグ出場と35年ぶりのFAカップ優勝を果たすなど、徐々に地盤を固めていく。そして2011-12シーズン、ユナイテッドと最終節まで縺れる熾烈な優勝争いの末、この年獲得したセルヒオ・アグエロの後半ATの劇的な決勝弾でプレミアリーグ初優勝を果たすことになる。2013-14シーズンも優勝を果たし、シティもまた強豪としてその後のプレミアリーグの覇権を争うことになる。また2016-17シーズンからはペップ・グアルディオラが監督に就任、初年度こそ3位に終わるも、自身の代名詞であるパスサッカーが浸透した2017-18シーズンは勝ち点100、106得点、得失点差＋79を記録する圧倒的な成績で優勝を果たす。翌2018-19シーズンもリヴァプールとの熾烈な優勝争いの末連覇し、シティは2010年代で最多となる4度のリーグ優勝を果たすことになる。

#### ファーガソン退任とマンチェスター・ユナイテッドの迷走
一方、同じ街のマンチェスター・シティが隆盛を極める一方で、ユナイテッドは不振に喘ぐこととなる。2012-13シーズンこそアーセナルから獲得したロビン・ファン・ペルシの活躍もあり優勝を果たすが、このシーズンをもってファーガソンが勇退、以降リーグではシティの後塵を拝することとなる。ファーガソンの後任にはエヴァートン監督だったデイヴィッド・モイーズを就任させたが、ロングボールとクロスを多用する戦術にはファンやOBからの非難が殺到、ピッチ上でも結果を残せずモイーズは途中解任されることになる。その後はライアン・ギグスを暫定監督に据えるものの、2013-14シーズンは7位で終えることになり、25年ぶりにヨーロッパのカップ戦を逃すことになった。ユナイテッドはルイ・ファン・ハールを招聘し再起を図るが、2014-15シーズンは4位、2015-16シーズンは5位に終わる。チャンピオンズリーグ出場権を逃したことでファンハールは解任され、後任にはモウリーニョが就任した。チェルシーで3度のプレミア優勝を果たしたモウリーニョであったが、ユナイテッドでは2017-2018シーズンの2位が最高であり、成績不振に陥った2018-19シーズンの途中でモウリーニョは解任されてしまう。このようにファーガソン退任後のユナイテッドは監督を長く固定できずいずれも途中解任という結果に終わっており、2010年代途中からリーグ優勝からは遠ざかってしまった。

#### ミラクル・レスター
2015-16シーズン、前年度王者のチェルシーが一時降格圏に入るなど大不振に陥るなかで序盤から勝ち点を伸ばしたのがレスター・シティであった。この年から就任したクラウディオ・ラニエリの下、4-4-2を基調とする全員守備、FWジェイミー・ヴァーディーを中心とする素早いカウンターを武器に勝ち点を積み上げ、残留が目標だったチームは次第に優勝争いに参加していく。最終的にはトッテナムとの優勝争いを制し、2試合を残して優勝を決めた。ブックメーカーにおけるレスター優勝のオッズは5001倍であり、まさしく奇跡のような偉業を成し遂げたこのシーズンのレスターを、各メディアは「ミラクル・レスター」と呼び賞賛された。

#### 名門リヴァプールの復活、そして30年ぶりの優勝
リヴァプールはその実績の多さから、イングランドのクラブの中でも特に高い位置を占めていたが、プレミアリーグとなった後のリーグ戦では優勝争いに絡むことは少なかった。それでも2015-16シーズン途中、前ドルトムント監督ユルゲン・クロップが就任したことで徐々にリヴァプールは力を取り戻していく。クロップはドイツ仕込みのゲーゲンプレスを導入し、2015-16シーズンは8位だったチームが、16-17シーズン、17-18シーズンと2シーズン連続でトップ4入りし、チャンピオンズリーグにおいては決勝まで勝ち進んだ（決勝でレアル・マドリードに敗れ準優勝）。迎えた18-19シーズンでは序盤から驚異的なペースで勝ち点を得てクリスマスを首位で折り返すものの、マンチェスター・シティの猛追をかわしきれず、結果04-05シーズンのチェルシーを上回る勝ち点97を得ながらも2位に終わってしまう。それでもこのシーズンは2年連続進出となったチャンピオンズリーグ決勝でトッテナムとの同国対決を制し、久しぶりのタイトルを得ることに成功した。そして翌19-20シーズンは開幕から27戦無敗（引き分けもマンチェスター・ユナイテッド戦の1試合のみ）、リーグ戦18連勝など圧倒的な成績を残し、新型コロナウイルスによるリーグ戦中断もものともせず第31節に史上最速で優勝を決めた。リヴァプールにとっては30年ぶりのトップリーグ優勝、プレミアリーグとなってからは初の優勝であった。

### 2020年代

#### 盤石のマンチェスター・シティ
ペップ・グアルディオラ監督の元、マンチェスター・シティは2020-21シーズン、2021-22シーズン、2022-23シーズン、2023-24シーズンにリーグ4連覇を達成した。2021-22シーズンはリヴァプールと勝ち点90超えのハイレベルな接戦を1ポイント差で制した。2022-23シーズンはアーセナルと終盤まで優勝争いを演じるも、直接対決を制し最後まで失速しなかったシティが引き離し優勝。このシーズンは1998-99シーズンのマンチェスター・ユナイテッド以来となるイングランド史上2度目のプレミアリーグ、チャンピオンズリーグ、FAカップの3つを優勝する3冠の偉業を達成した。2023-24シーズンはクロップ監督最終年となったリヴァプールと、昨季から引き続き好調を維持したアーセナルとの三つ巴の優勝争いが展開されたが、リヴァプールが最初に脱落し、シティがアーセナルを勝ち点差1で追う接戦となったが、直接対決を引き分けで終えると、その後の9戦を全勝で締めくくったシティが最終節で優勝を決め、イングランド史上初のリーグ4連覇を達成した。

## 大会方式
プレミアリーグは、1992年にイングランドのプロサッカーリーグの改編に伴い、フットボールリーグから分離して新設された。20クラブが所属し、ホーム・アンド・アウェー方式による2回総当りで8月から翌年5月にかけて全38試合を戦う。勝ち点はそれぞれ勝利が3、引き分けが1、負けが0となっており、獲得した勝ち点によって順位を決定する。勝ち点が等しい場合は得失点差、それも等しい場合は総得点による。総得点が同じ場合は同順位となるが、優勝クラブ、降格クラブおよびヨーロッパの大会に出場するクラブを決めるために順位をつける必要がある場合は直接対決の結果（直接対決における勝点、それが等しい場合は直接対決におけるアウェーゴール数）により決し、それも等しい場合はプレーオフを行う。
優勝クラブ、2位、3位、4位クラブには、翌シーズンのUEFAチャンピオンズリーグ(CL)の本大会への出場資格が与えられる。5位クラブにはFAカップ優勝クラブとともに翌シーズンのUEFAヨーロッパリーグ(EL)の本大会への出場資格が与えられる。FAカップ優勝クラブが5位以内に入った場合は6位クラブにELの出場資格が与えられる。イングランドのUEFAヨーロッパカンファレンスリーグの出場資格はEFLカップ優勝クラブに与えられるが、そのクラブがCLまたはELの出場資格を得た場合、6位または7位クラブに出場資格が与えられる。また、下位3クラブが自動的に2部相当のEFLチャンピオンシップに降格し、チャンピオンシップからは上位2クラブと3〜6位の4クラブを対象としたプレーオフを勝ち抜いた1クラブの計3クラブが昇格する。

### 出場選手登録
- トップチームに登録できる選手は25人までで外国人枠はないが、ホームグロウン選手を8名含む必要がある。ホームグロウン選手以外の登録は最大で17名となる。尚、21歳以下の選手は上記登録人数に関係なく登録できる。
- 外国籍選手の登録制限は無く、ブレグジット前の2020年まではEUおよびEFTA加盟国の国籍を持つ選手は労働許可証取得の必要が無かった。それ以外の国籍の選手は労働許可証取得の必要があるが、取得の条件として過去2年間で国際Aマッチ（親善試合を除く公式戦）の75%以上に出場していること、過去2年間のFIFAランキングの平均順位が70位以上の国の代表選手であることが必要だった（ただし、条件を満たさない場合でも特例として労働許可証が発行されることはあった）。ブレグジット後の2021年からは、EU・EFTA域内の選手も含め労働許可証を得る必要があり[10]（ブレグジット前から居住するEU・EFTA域内の選手は別に資格を得られる措置あり）、それを得るための前提としてフットボール・アソシエーションが定めたポイントシステムにおいて必要なポイントを獲得しなければならず、国際Aマッチの出場時間や所属クラブでの出場時間などで基準を満たす必要がある[11]。2023-24シーズンからは、より緩和された基準により資格を得た外国籍選手と各クラブは最大4名（そのクラブに所属するイングランド人選手の出場割合により人数は変わる）契約できるようになった[12]。なお、イギリス（イングランド・ウェールズ・スコットランド・北アイルランド）、およびアイルランド国籍の選手は国内選手扱いとなる。
- ベンチ入りは9人まで。ただし、交代枠は原則的に5枚となり、脳震盪の選手を入れ替えられる追加交代が1枚加えられる。

### 特記事項
- プレミアリーグは、所属する20クラブによって所有される株式会社として運営される。各々のクラブは契約やルールの改定に関する投票権を持つ株主として考えられる。なお、主要なルール変更やリーグに関わる重要な提案を行う場合、それらに対して拒否する権限を保持するフットボール・アソシエーションの承認も必要となる[13]。
- 2013-14シーズンから、ゴール判定システムのホークアイを導入・使用を開始した。

## 所属クラブ
2025-26シーズンのプレミアリーグのクラブ数は前年同様の20。リーズ、バーンリー、サンダーランドがプレミアリーグに昇格。
| ロンドンアストン・ヴィラボーンマスブライトンエヴァートンイプスウィッチサウサンプトンリヴァプールマンCマンUニューカッスルノッティンガムレスターウルヴァーハンプトンロンドン： · ·アーセナル · ·ブレントフォード · ·チェルシー · ·クリスタル・パレス · ·フラム · ·トッテナム · ·ウェストハム 2024–25シーズンのクラブの所在地 | アーセナルブレントフォードチェルシークリスタル・パレスフラムトッテナムウェストハム グレーター・ロンドン周辺のクラブ |

| チーム                             | 創設   | 監督                         | ホームタウン                    | スタジアム                                 | 収容人数 | 前年度成績 |
| ---------------------------------- | ------ | ---------------------------- | ------------------------------- | ------------------------------------------ | -------- | ---------- |
| ニューカッスル・ユナイテッド       | 1893年 | エディ・ハウ                 | ニューカッスル ・アポン・タイン | セント・ジェームズ・パーク                 | 52,387人 | 5位        |
| サンダーランド                     | 1879年 | レジス・ル・ブリ             | サンダーランド                  | スタジアム・オブ・ライト                   | 49,000人 | ※(4位)     |
| マンチェスター・シティ             | 1880年 | ジョゼップ・グアルディオラ   | マンチェスター                  | エティハド・スタジアム                     | 55,097人 | 3位        |
| マンチェスター・ユナイテッド       | 1878年 | ルベン・アモリム             | マンチェスター                  | オールド・トラフォード                     | 76,100人 | 15位       |
| エヴァートン                       | 1878年 | デイヴィッド・モイーズ       | リヴァプール                    | ヒル・ディッキンソン・スタジアム           | 52,888人 | 13位       |
| リヴァプール                       | 1892年 | アルネ・スロット             | リヴァプール                    | アンフィールド                             | 61,276人 | 1位        |
| リーズ・ユナイテッド               | 1919年 | ダニエル・ファルケ           | リーズ                          | エランド・ロード                           | 37,890人 | ※(優勝)    |
| ウルヴァーハンプトン・ワンダラーズ | 1877年 | ヴィトール・ペレイラ         | ウルヴァーハンプトン            | モリニュー・スタジアム                     | 31,700人 | 16位       |
| アストン・ヴィラ                   | 1874年 | ウナイ・エメリ               | バーミンガム                    | ヴィラ・パーク                             | 42,785人 | 6位        |
| バーンリー                         | 1882年 | スコット・パーカー           | バーンリー                      | ターフ・ムーア                             | 21,944人 | ※(2位)     |
| アーセナル                         | 1886年 | ミケル・アルテタ             | ロンドン                        | エミレーツ・スタジアム                     | 60,704人 | 2位        |
| チェルシー                         | 1905年 | エンツォ・マレスカ           | ロンドン                        | スタンフォード・ブリッジ                   | 41,623人 | 4位        |
| クリスタル・パレス                 | 1861年 | オリヴァー・グラスナー       | ロンドン                        | セルハースト・パーク                       | 26,309人 | 12位       |
| トッテナム・ホットスパー           | 1882年 | トーマス・フランク           | ロンドン                        | トッテナム・ホットスパースタジアム         | 62,850人 | 17位       |
| ブレントフォード                   | 1889年 | キース・アンドリュース       | ロンドン                        | ブレントフォード・コミュニティ・スタジアム | 17,250人 | 10位       |
| ウェストハム・ユナイテッド         | 1895年 | グレアム・ポッター           | ロンドン                        | ロンドン・スタジアム                       | 62,500人 | 14位       |
| フラム                             | 1879年 | マルコ・シウバ               | ロンドン                        | クレイヴン・コテージ                       | 25,700人 | 11位       |
| ブライトン&ホーヴ・アルビオン      | 1901年 | ファビアン・ヒュルツェラー   | ブライトン・アンド・ホヴ        | アメックス・スタジアム                     | 30,750人 | 8位        |
| ボーンマス                         | 1890年 | アンドニ・イラオラ           | ボーンマス                      | バイタリティ・スタジアム                   | 11,364人 | 9位        |
| ノッティンガム・フォレスト         | 1865年 | ヌーノ・エスピーリト・サント | ノッティンガム                  | シティ・グラウンド                         | 30,576人 | 7位        |

- ※はEFLチャンピオンシップでの成績
- チーム名・監督・本拠地名は2025年7月24日時点のもの

## 結果

### 歴代優勝クラブ

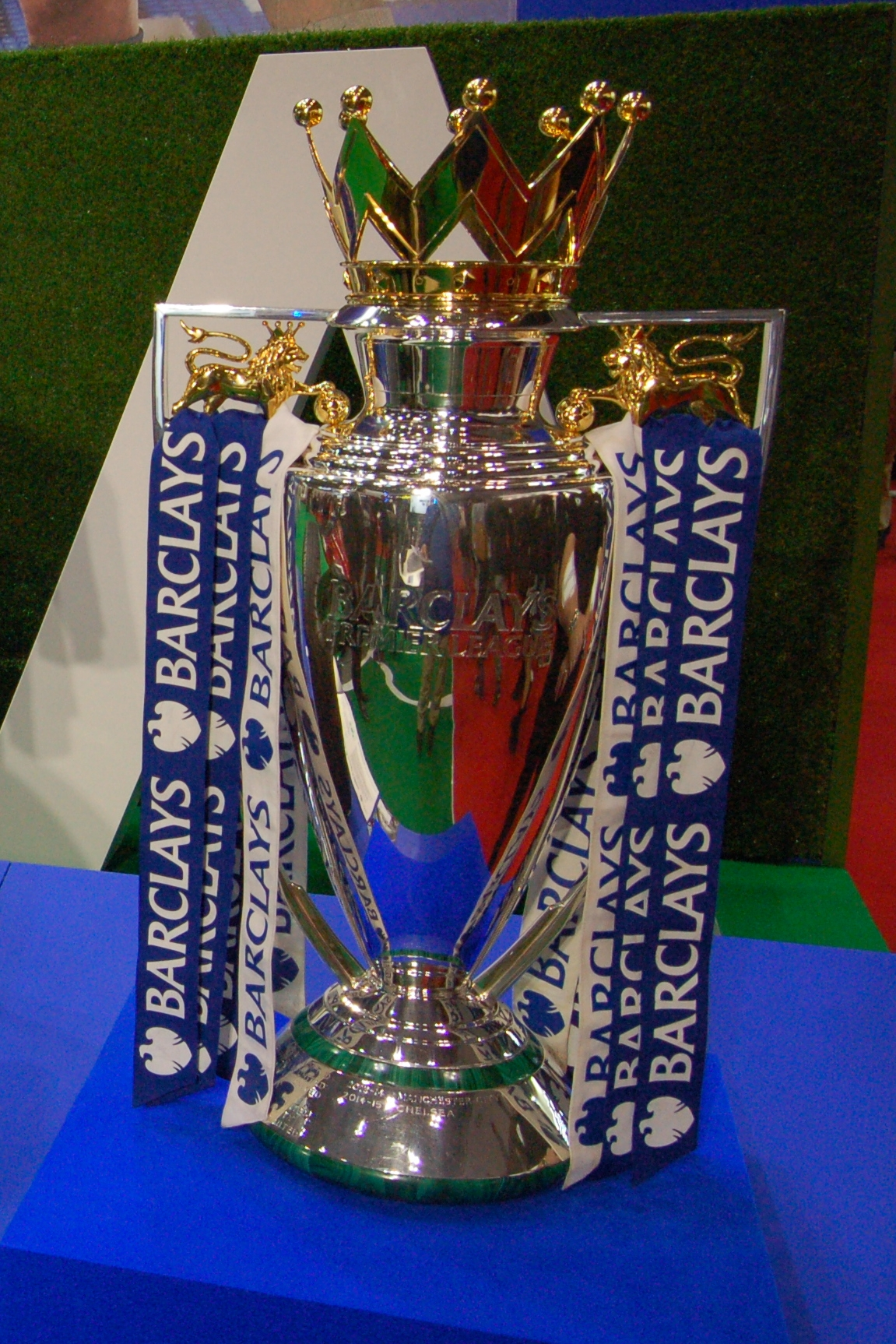
優勝チームに与えられるトロフィー（画像は2014-15シーズンに優勝したチェルシーのもの）

| 年度    | 優勝                              | 2位                          | 3位                          |
| ------- | --------------------------------- | ---------------------------- | ---------------------------- |
| 1992-93 | マンチェスター・ユナイテッド (1)  | アストン・ヴィラ             | ノリッジ・シティ             |
| 1993-94 | マンチェスター・ユナイテッド (2)  | ブラックバーン・ローヴァーズ | ニューカッスル・ユナイテッド |
| 1994-95 | ブラックバーン・ローヴァーズ (1)  | マンチェスター・ユナイテッド | ノッティンガム・フォレスト   |
| 1995-96 | マンチェスター・ユナイテッド (3)  | ニューカッスル・ユナイテッド | リヴァプール                 |
| 1996-97 | マンチェスター・ユナイテッド (4)  | ニューカッスル・ユナイテッド | アーセナル                   |
| 1997-98 | アーセナル (1)                    | マンチェスター・ユナイテッド | リヴァプール                 |
| 1998-99 | マンチェスター・ユナイテッド (5)  | アーセナル                   | チェルシー                   |
| 1999-00 | マンチェスター・ユナイテッド (6)  | アーセナル                   | リーズ・ユナイテッド         |
| 2000-01 | マンチェスター・ユナイテッド (7)  | アーセナル                   | リヴァプール                 |
| 2001-02 | アーセナル (2)                    | リヴァプール                 | マンチェスター・ユナイテッド |
| 2002-03 | マンチェスター・ユナイテッド (8)  | アーセナル                   | ニューカッスル・ユナイテッド |
| 2003-04 | アーセナル (3)                    | チェルシー                   | マンチェスター・ユナイテッド |
| 2004-05 | チェルシー (1)                    | アーセナル                   | マンチェスター・ユナイテッド |
| 2005-06 | チェルシー (2)                    | マンチェスター・ユナイテッド | リヴァプール                 |
| 2006-07 | マンチェスター・ユナイテッド (9)  | チェルシー                   | リヴァプール                 |
| 2007-08 | マンチェスター・ユナイテッド (10) | チェルシー                   | アーセナル                   |
| 2008-09 | マンチェスター・ユナイテッド (11) | リヴァプール                 | チェルシー                   |
| 2009-10 | チェルシー (3)                    | マンチェスター・ユナイテッド | アーセナル                   |
| 2010-11 | マンチェスター・ユナイテッド (12) | チェルシー                   | マンチェスター・シティ       |
| 2011-12 | マンチェスター・シティ (1)        | マンチェスター・ユナイテッド | アーセナル                   |
| 2012-13 | マンチェスター・ユナイテッド (13) | マンチェスター・シティ       | チェルシー                   |
| 2013-14 | マンチェスター・シティ (2)        | リヴァプール                 | チェルシー                   |
| 2014-15 | チェルシー (4)                    | マンチェスター・シティ       | アーセナル                   |
| 2015-16 | レスター・シティ (1)              | アーセナル                   | トッテナム・ホットスパー     |
| 2016-17 | チェルシー (5)                    | トッテナム・ホットスパー     | マンチェスター・シティ       |
| 2017-18 | マンチェスター・シティ (3)        | マンチェスター・ユナイテッド | トッテナム・ホットスパー     |
| 2018-19 | マンチェスター・シティ (4)        | リヴァプール                 | チェルシー                   |
| 2019-20 | リヴァプール (1)                  | マンチェスター・シティ       | マンチェスター・ユナイテッド |
| 2020-21 | マンチェスター・シティ (5)        | マンチェスター・ユナイテッド | リヴァプール                 |
| 2021-22 | マンチェスター・シティ (6)        | リヴァプール                 | チェルシー                   |
| 2022-23 | マンチェスター・シティ (7)        | アーセナル                   | マンチェスター・ユナイテッド |
| 2023-24 | マンチェスター・シティ (8)        | アーセナル                   | リヴァプール                 |
| 2024-25 | リヴァプール (2)                  | アーセナル                   | マンチェスター・シティ       |

- 最多タイトル：13 マンチェスター・ユナイテッド
- 最多連覇：4 マンチェスター・シティ (2020-21, 2021-22, 2022-23, 2023-24)
- 優勝チームと2位チームの最大勝ち点差：19 (2017-18) マンチェスター・シティ (勝ち点100) マンチェスター・ユナイテッド (勝ち点81)
- 優勝チームと2位チームとの最小勝ち点差：0 (得失点差8) (2011-12) マンチェスター・シティ (+64) マンチェスター・ユナイテッド (+56)両チーム勝ち点89で終了したが、マンチェスター・シティが得失点差でプレミアリーグのタイトルを獲得した。
- 1シーズンの最多勝利 (38試合)：32 マンチェスター・シティ (2017-18) (2018-19)
- 1シーズンの最多勝ち点 (38試合)：100 マンチェスター・シティ (2017-18)

### クラブ別優勝回数
| クラブ名                     | 優勝 | 2位 | 優勝年度 | 2位年度                                                                         |
| ---------------------------- | ---- | --- | --- | ------------------------------------------------------------------------------- |
| マンチェスター・ユナイテッド | 13   | 7   | 1992–93, 1993–94, 1995–96, 1996–97, 1998–99, 1999–00, 2000–01, 2002–03, 2006–07, 2007–08, 2008–09, 2010–11, 2012–13 | 1994–95, 1997–98, 2005–06, 2009–10, 2011–12, 2017–18, 2020–21                   |
| マンチェスター・シティ       | 8    | 3   | 2011–12, 2013–14, 2017–18, 2018–19, 2020–21, 2021–22, 2022–23, 2023–24                                              | 2012–13, 2014–15, 2019–20                                                       |
| チェルシー                   | 5    | 4   | 2004–05, 2005–06, 2009–10, 2014–15, 2016–17                                                                         | 2003–04, 2006–07, 2007–08, 2010–11                                              |
| アーセナル                   | 3    | 9   | 1997–98, 2001–02, 2003–04                                                                                           | 1998–99, 1999–00, 2000–01, 2002–03, 2004–05, 2015–16, 2022–23, 2023–24, 2024–25 |
| リヴァプール                 | 2    | 5   | 2019–20, 2024–25 | 2001–02, 2008–09, 2013–14, 2018–19, 2021–22                                     |
| ブラックバーン・ローヴァーズ | 1    | 1   | 1994–95 | 1993–94                                                                         |
| レスター・シティ             | 1    | 0   | 2015–16 | –                                                                               |
| ニューカッスル・ユナイテッド | 0    | 2   | – | 1995–96, 1996–97                                                                |
| アストン・ヴィラ             | 0    | 1   | – | 1992–93                                                                         |
| トッテナム・ホットスパー     | 0    | 1   | – | 2016–17                                                                         |

### 歴代得点王
プレミアリーグ戦における最多得点者の一覧。シーズン途中でプレミアの他クラブへ移籍した場合も、リーグ戦での得点は加算される。
| 年度    | 選手名                             | 所属クラブ                   | 得点 |
| ------- | ---------------------------------- | ---------------------------- | ---- |
| 1992-93 | テディ・シェリンガム               | トッテナム・ホットスパー     | 22   |
| 1993-94 | アンディ・コール                   | ニューカッスル・ユナイテッド | 34   |
| 1994-95 | アラン・シアラー                   | ブラックバーン・ローヴァーズ | 34   |
| 1995-96 | アラン・シアラー                   | ブラックバーン・ローヴァーズ | 31   |
| 1996-97 | アラン・シアラー                   | ニューカッスル・ユナイテッド | 25   |
| 1997-98 | クリス・サットン                   | ブラックバーン・ローヴァーズ | 18   |
| 1997-98 | ディオン・ダブリン                 | コヴェントリー・シティ       | 18   |
| 1997-98 | マイケル・オーウェン               | リヴァプール                 | 18   |
| 1998-99 | ジミー・フロイド・ハッセルバインク | リーズ・ユナイテッド         | 18   |
| 1998-99 | マイケル・オーウェン               | リヴァプール                 | 18   |
| 1998-99 | ドワイト・ヨーク                   | マンチェスター・ユナイテッド | 18   |
| 1999-00 | ケヴィン・フィリップス             | サンダーランド               | 30   |
| 2000-01 | ジミー・フロイド・ハッセルバインク | チェルシー                   | 23   |
| 2001-02 | ティエリ・アンリ                   | アーセナル                   | 24   |
| 2002-03 | ルート・ファン・ニステルローイ     | マンチェスター・ユナイテッド | 25   |
| 2003-04 | ティエリ・アンリ                   | アーセナル                   | 30   |
| 2004–05 | ティエリ・アンリ                   | アーセナル                   | 25   |
| 2005-06 | ティエリ・アンリ                   | アーセナル                   | 27   |
| 2006-07 | ディディエ・ドログバ               | チェルシー                   | 20   |
| 2007-08 | クリスティアーノ・ロナウド         | マンチェスター・ユナイテッド | 31   |
| 2008-09 | ニコラ・アネルカ                   | チェルシー                   | 19   |
| 2009-10 | ディディエ・ドログバ               | チェルシー                   | 29   |
| 2010-11 | カルロス・テベス                   | マンチェスター・シティ       | 20   |
| 2010-11 | ディミタール・ベルバトフ           | マンチェスター・ユナイテッド | 20   |
| 2011-12 | ロビン・ファン・ペルシ             | アーセナル                   | 30   |
| 2012-13 | ロビン・ファン・ペルシ             | マンチェスター・ユナイテッド | 26   |
| 2013-14 | ルイス・スアレス                   | リヴァプール                 | 31   |
| 2014-15 | セルヒオ・アグエロ                 | マンチェスター・シティ       | 26   |
| 2015-16 | ハリー・ケイン                     | トッテナム・ホットスパー     | 25   |
| 2016-17 | ハリー・ケイン                     | トッテナム・ホットスパー     | 29   |
| 2017-18 | モハメド・サラー                   | リヴァプール                 | 32   |
| 2018-19 | ピエール＝エメリク・オーバメヤン   | アーセナル                   | 22   |
| 2018-19 | サディオ・マネ                     | リヴァプール                 | 22   |
| 2018-19 | モハメド・サラー                   | リヴァプール                 | 22   |
| 2019-20 | ジェイミー・ヴァーディ             | レスター・シティ             | 23   |
| 2020-21 | ハリー・ケイン                     | トッテナム・ホットスパー     | 23   |
| 2021-22 | モハメド・サラー                   | リヴァプール                 | 23   |
| 2021-22 | ソン・フンミン                     | トッテナム・ホットスパー     | 23   |
| 2022-23 | アーリング・ハーランド             | マンチェスター・シティ       | 36   |
| 2023-24 | アーリング・ハーランド             | マンチェスター・シティ       | 27   |
| 2024-25 | モハメド・サラー                   | リヴァプール                 | 29   |

## 観客動員数
2016-17シーズンの平均観客動員数は3万5,870人で、欧州リーグで2位であった。一方、2016-17シーズンの集客率は94.95%で欧州リーグで1位であった。
2022-23シーズンの平均観客動員数は4万267人で、欧州リーグ2位となった。また、観客動員率は、98.7%で過去最高となった。

## テレビ放映権

### テレビ中継
プレミアリーグの国際映像は1997-98シーズン以降、IMGとの合弁によるPremier League Productionsがリーグ戦全試合の映像制作およびレビュー・ハイライト・情報番組の制作、および配信を行っている。
現地時間土曜日15時キックオフの試合はスタジアムへ足を運んでもらうため、イギリス国内でのテレビ中継が行われない。ただし、イギリス以外の国では放送されているため、他国の衛星放送をイギリス国内で受信しているスポーツバーなどもあり、その是非が裁判で争われている。

#### 英国での放送
2013-14シーズンから2015-16シーズンの放映権はBスカイB（2014年スカイに社名変更）とBTが獲得している。スカイ（Sky Sports）は年間116試合放映で1シーズンあたり7.6億ユーロ、BT（TNT Sports旧BT Sport）は年間38試合放映で2.46億ユーロとなっている。この新契約の放映権料の総額は、2010-11シーズンから2012-13シーズンまでの契約よりおよそ70%増加している。この他にもBBCスポーツやAmazon Prime Videoでも放映・配信されている。

#### 米国での放送
アメリカ国内では2013-14シーズンから3シーズン、NBCスポーツが放映権を獲得。地上波のNBC、ケーブルのNBCSNを中心に放送。2015年8月には、更に6シーズン分放映権を延長。2021年11月にも6シーズン分の放映権をこれまでの2.5倍以上の契約料で締結している。最終節はチャンピオンシップサンデーと題して、NBC、NBCSN、USA、Syfy、CNBC、MSNBC、Bravo、E!、Esquire、Oxygenの10チャンネルで同時生中継される。
インターネット配信ではNBC傘下の定額制動画配信サービスであるPeacockにて行われている。

#### 日本での放送
- 2007-08シーズンは8月11日に開幕したが、日本国内の放送権獲得の遅れにより開幕戦は全て放送されなかった。ただし開幕から3日後、8月13日になってJ SPORTSが2007-08シーズンから2009-10シーズンまでの3シーズンに渡り放送権を獲得したと発表。他にNHK BS1でも中継される（週に1～3試合）。その後、2010-11シーズン開幕直前に再びJ SPORTSが3シーズンに渡り放映権を獲得。毎節5試合以上中継された。
- 2014-15シーズンからも引き続きJ SPORTSでの放送が決定していた。2013-14シーズンのテレビ中継実績は毎節5試合以上放送。オンデマンド放送と合わせて全380試合を放送した[20]。また、NHK BS1も放送を継続していた。
- 2013年10月17日から、2013-14シーズンのプレミアリーグ全試合がライブ配信にて視聴できるインターネットサービス「J SPORTS Football by LIVESPORT.TV[21]」が、「GOAL.COM」を運営するパフォーム・グループによる運営でスタートした。
- 2016-17シーズンからは、ソフトバンクが運営するスポナビライブで全試合配信されていた。J SPORTSでの放送は生中継2試合、録画放送3試合となるが、権利の都合によりJ SPORTSオンデマンドでの配信は取りやめとなった[22]。シーズン開幕後に新たにフジテレビが放映権を獲得。フジテレビNEXTで毎節2試合、生中継を中心に放送された[23]。
- 2018年5月31日にスポナビライブがサービスを終了することとなり、2018-19シーズンからはパフォーム・グループが運営するDAZNで全試合配信された。J SPORTSでの放送は引き続き生中継2試合、録画放送3試合となったが、J SPORTSは2019-20シーズン以降の放映権を獲得できなかったため、このシーズン限りでプレミアリーグの放送を終了した[24]。
- 2019-20シーズンから2021-22シーズンまでの3シーズンは、全試合DAZNでの独占配信となった[25]。
- 2022-23シーズンからの3年間は、日本と韓国において動画配信サービスを行っているSPOTV NOWが放映権を獲得したと2022年4月に発表した[26]。後に同業会社であるABEMAとの間でサブライセンス契約を締結した上で、一部の試合を同サービスに供給することを同年7月に発表した[27][28]。しかし、SPOTVは2024年7月23日に放映権を完全放棄することを発表[29]。同日、U-NEXTがエミレーツFAカップとともに7年契約で独占契約を交わしたことを発表した[30]。

## 記録・統計

### 出場数ランキング
2024年10月7日現在
| 順位 | 選手名                 | ポジション | 出場数 | 初出場 | 最終出場 |
| ---- | ---------------------- | ---------- | ------ | ------ | -------- |
| 1    | ギャレス・バリー       | MF         | 653    | 1997   | 2018     |
| 2    | ジェイムズ・ミルナー   | MF         | 638    | 2002   | -        |
| 3    | ライアン・ギグス       | MF         | 632    | 1992   | 2014     |
| 4    | フランク・ランパード   | MF         | 609    | 1995   | 2015     |
| 5    | ディビッド・ジェームス | GK         | 572    | 1992   | 2010     |
| 6    | ガリー・スピード       | MF         | 535    | 1992   | 2008     |
| 7    | エミール・ヘスキー     | FW         | 516    | 1994   | 2012     |
| 8    | マーク・シュワルツァー | GK         | 514    | 1996   | 2015     |
| 9    | ジェイミー・キャラガー | DF         | 508    | 1996   | 2013     |
| 10   | フィリップ・ネヴィル   | MF         | 505    | 1994   | 2013     |

### 得点数ランキング
2025年5月25日現在
| 順位 | 選手名                 | 得点数 | 出場数 | 得点率 | 初出場 | 最終出場 |
| ---- | ---------------------- | ------ | ------ | ------ | ------ | -------- |
| 1    | アラン・シアラー       | 260    | 441    | 0.59   | 1992   | 2006     |
| 2    | ハリー・ケイン         | 213    | 320    | 0.67   | 2012   | 2023     |
| 3    | ウェイン・ルーニー     | 208    | 491    | 0.42   | 2002   | 2018     |
| 4    | アンディ・コール       | 187    | 414    | 0.45   | 1992   | 2008     |
| 5    | モハメド・サラー       | 186    | 301    | 0.62   | 2014   | -        |
| 6    | セルヒオ・アグエロ     | 184    | 275    | 0.67   | 2011   | 2021     |
| 7    | フランク・ランパード   | 177    | 609    | 0.29   | 1995   | 2015     |
| 8    | ティエリ・アンリ       | 175    | 258    | 0.68   | 1999   | 2012     |
| 9    | ロビー・ファウラー     | 163    | 379    | 0.43   | 1993   | 2008     |
| 10   | ジャーメイン・デフォー | 162    | 496    | 0.33   | 2001   | 2019     |